# Horst Jaunich
Horst Jaunich (* 7. Juni 1930 in Breslau) ist ein deutscher Gewerkschafter und Politiker (SPD).

## Leben und Beruf
Nach dem Besuch der Volksschule absolvierte Jaunich eine kaufmännische Ausbildung im Großhandel. Er arbeitete von 1944 bis 1948 als kaufmännischer Angestellter und war von 1949 bis 1958 als Maurer tätig. 1960 wechselte er als Angestellter zur ÖTV. Hier war er von 1960 bis 1962 als Gewerkschaftssekretär und anschließend bis 1972 als Geschäftsführer tätig. Später wurde er Aufsichtsratsvorsitzender zahlreicher städtischer Betriebe in Ahlen/Westf.

## Partei
Jaunich ist seit 1952 Mitglied der SPD. Er war von 1968 bis 1975 Vorsitzender des SPD-Unterbezirks Hamm und von 1975 bis 1981 stellvertretender Vorsitzender des SPD-Unterbezirks Warendorf. Außerdem war er von 1975 bis 1985 und von 1997 bis 1999 Vorsitzender des Stadtverbandes der Sozialdemokraten in Ahlen/Westf.

## Abgeordneter
Jaunich war von 1957 bis 1975 sowie seit 1984 Ratsmitglied der Stadt Ahlen/Westf. Dem Deutschen Bundestag gehörte er von 1972 bis 1994 an. In allen sechs Wahlperioden ist er über die Landesliste der SPD Nordrhein-Westfalen ins Parlament eingezogen.
Besondere Funktionen im Dt. Bundestag:
Obmann der SPD-Bundestagsfraktion für Jugend, Familie, Frauen und Gesundheit 
Obmann der SPD-Bundestagsfraktion für Vertriebene, Flüchtlinge und Kriegsgeschädigte.

## Öffentliche Ämter
Jaunich war von 1984 bis 1996 ehrenamtlicher Bürgermeister der Stadt Ahlen/Westf.

## Ehrungen
- Ehrenring der Stadt Ahlen/Westf., 1967
- Ehrenmedaille der Stadt Ahlen/Westf. – 20 Jahre Ratsmitglied, 1987
- Deutsche Feuerwehr-Ehrenmedaille des Deutschen Feuerwehrverbandes, 1971
- Bundesverdienstkreuz I. Klasse, 1984
- Verleihung Hans-Meyer-Medaille 1994 – Ehrenmedaille der Dt. Apotheker für besondere Verdienste um das Apotheken- und Arzneimittelwesen
- Ehrenbürgerschaft der Stadt Ahlen/Westf., 2003

aus: Die Galerie der Bürgermeister im Rathaus Ahlen – 1809 – 1996 von Jürgen Rheker
| Personendaten    | Personendaten                                     |
| ---------------- | ------------------------------------------------- |
| NAME             | Jaunich, Horst                                    |
| KURZBESCHREIBUNG | deutscher Gewerkschafter und Politiker (SPD), MdB |
| GEBURTSDATUM     | 7. Juni 1930                                      |
| GEBURTSORT       | Breslau                                           |